# Liu Hong (astronom)
Liu Hong (chiń. trad. 劉洪; pinyin Liú Hóng, ur. 129 – zm. 210),  imię publiczne Yuanzhuo chiń. trad. 元卓; pinyin Yuánzhuó – jeden z najwybitniejszych astronomów i matematyków okresu dynastii Han i Trzech Królestw.

## Życiorys
Piastował rozmaite urzędy, poczynając od wieloletniej (od ok. roku 160) pracy w Biurze Astronomicznym, ale przede wszystkim był specjalistą od kalendarza. W 174 zaproponował system przewidywania zaćmień w oparciu o ruchy Słońca, Księżyca i planet. Pięć lat później jego projekt miał zostać przetestowany empirycznie wraz z konkurencyjnym, autorstwa Liu Gu i Feng Xuna. Dzisiejsze obliczenia wskazują, że przewidywania obydwu stron były równie niedokładne (zaćmienie, przewidywane odpowiednio na 3. i 4. miesiąc, w rzeczywistości miało miejsce dopiero w dziewiątym); ówcześnie też nie udało się udowodnić wyższości żadnego z nich, albowiem w czasie przewidywanych zaćmień chmury zakrywały niebo.
Jego traktaty z lat 174-175, Qiyao Shu (Księga Siedmiu Planet) i Ba Yuan Shu (Księga Ośmiu Żywiołów) zaginęły;  prawdopodobnie nawiązywały do buddyjskich koncepcji astrologicznych. Przetrwał jego napisany wraz z Cai Yongiem Lüli ji (Traktat o Strojonych Piszczałkach i Kalendarzu), który Sima Bian włączył do kroniki Xu Han Shu (續漢書), która następnie została dołączona do Księgi Późniejszych Hanów (Hou Han Shu). Przetrwał też jego komentarz do traktatu matematycznego Jiuzhang Suanshu.
W latach 187–188 opracował kalendarz Qian Xiang, który wykorzystywał dokładne długości roku (365 i 145/589 dnia) i miesiąca synodycznego (29 i 773/1457 dnia). Kalendarz ten uwzględniał także przesuwanie się punktu księżycowego perygeum oraz ruchu punktu przecięcia się orbity księżycowej i ekliptyki; wyznaczał ścieżkę Księżyca na tle gwiazd, a także zawierał tablice obliczające tę drogę; oraz obliczenia dotyczące zaćmień i ruchu planet. Był to jeden z najlepszych kalendarzy Chin starożytnych; jego pełne wydanie, sprawdzone i zatwierdzone przez autora, miało miejsce w roku 206.
Pod koniec życia był dowódcą w Kuaiji i zarządcą Shanyangu; zmarł pełniąc tę ostatnią funkcję.